# Tętnica krezkowa dolna

Tętnice krezkowe i ich gałęzie

Tętnica krezkowa dolna (łac. arteria mesenterica inferior) – w anatomii człowieka tętnica jamy brzusznej należąca do nieparzystych gałęzi trzewnych aorty brzusznej. Rozpoczyna się z przedniej strony aorty, na poziomie trzeciego kręgu lędźwiowego, poniżej punktu odejścia tętnicy krezkowej górnej. 
Oddaje następujące odgałęzienia:
- tętnica okrężnicza lewa
- tętnice esicze
- tętnica odbytnicza górna.

Zakres unaczynienia tętnicy krezkowej dolnej obejmuje dystalną (dalszą) ⅓ okrężnicy poprzecznej (początkowe ⅔ jest unaczynione przez tętnicę krezkową górną), okrężnicę zstępującą, okrężnicę esowatą oraz większą część odbytnicy. Z narządów zaopatrywanych przez tętnicę krezkową dolną krew odpływa żyłą krezkową dolną do żyły wrotnej wątroby (najczęściej za pośrednictwem żyły śledzionowej, czasem żyły krezkowej górnej).